# Дејвидсвил (Пенсилванија)
Дејвидсвил (енгл. Davidsville) насељено је место без административног статуса у америчкој савезној држави Пенсилванија.

## Демографија
По попису из 2010. године број становника је 1.130, што је 11 (1,0%) становника више него 2000. године.
| Група             | 2000.         | 2010.         |
| Белци             | 1.100 (98,3%) | 1.121 (99,2%) |
| Афроамериканци    | 1 (0,1%)      | 0 (0,0%)      |
| Азијати           | 7 (0,6%)      | 3 (0,3%)      |
| Хиспаноамериканци | 8 (0,7%)      | 5 (0,4%)      |
| Укупно            | 1.119         | 1.130         |